# Streichquartett g-Moll (Grieg)
Das Streichquartett g-Moll op. 27 ist das einzige vollendete und erhaltene Streichquartett von Edvard Grieg. 

## Entstehung und Aufbau
Das Werk entstand in den Jahren 1877 und 1878, in denen sich Grieg zum Komponieren in eine ländliche Gegend in der Nähe von Bergen zurückgezogen hatte. Er sah sich selbst in einer Schaffenskrise, da er sich die Aufgabe gestellt hatte, seine Rückgriffe auf folkloristische Musikmotive seiner Heimat mit anspruchsvollen, klassischen Musikformen wie denen des Streichquartetts zu kombinieren, was ihm nach eigener Aussage zunächst sehr schwer fiel. Nach Fertigstellung zeigte sich Grieg mit seinem Werk zufrieden. Er schrieb später: „Mir gefällt das Gefühl, daß in diesem Werk Herzblut steckt, wovon die Zukunft hoffentlich mehr als nur Tropfen sehen wird.“ Das Streichquartett wurde am 29. Oktober 1878 in Köln uraufgeführt, wenige Zeit später dann im Gewandhaus in Leipzig, der Stadt seiner musikalischen Ausbildung. Die Satzbezeichnungen lauten:
- Un poco andante - Allegro molto ed agitato
- Romanze: Andantino - Allegro agitato
- Intermezzo: Allegro molto marcato - Più vivo e scherzando
- Finale: Lento - Presto al saltarello

## Rezeption
Das Werk wurde ein internationaler Publikumserfolg, während das Echo der zeitgenössischen Fachwelt geteilt war. Manchen Kritikern galt die Musik als zu schroff, experimentell und „unquartettmäßig“, Lob kam unter anderem vom Komponisten Franz Liszt. Im Lexikon Die Musik in Geschichte und Gegenwart wird es als eine der bemerkenswertesten Kompositionen der Kammermusik im 19. Jahrhundert hervorgehoben. Musikgeschichtlich wird es heute auch als Bindeglied zwischen Romantik und Impressionismus gesehen. So wird verschiedentlich auf einen Einfluss des Werks auf Claude Debussy hingewiesen, der sein Streichquartett von 1893 in derselben Tonart komponierte.

## Weitere Streichquartette Griegs
1861 komponierte Grieg als Student ein Streichquartett in d-Moll, das er – obwohl es bei Aufführung mit Wohlwollen kommentiert wurde – kurze Zeit später zurückzog, da es ihm nicht gut genug erschien. Das Streichquartett ist heute verschollen. Unvollendet blieb Griegs Streichquartett in F-Dur, das er bereits 1891 begann, jedoch bis zu seinem Tod nicht fertigstellen konnte. Mehrfach erwähnte Grieg in Briefen das „verfluchte Streichquartett, welches wie ein alter, norwegischer Käse immer noch unvollendet da liegt.“ Die beiden fertiggestellten Sätze wurden und werden verschiedentlich, zumeist gemeinsam mit dem vollendeten Quartett, aufgeführt und eingespielt.